# Omoadiphas cannula
Omoadiphas cannula — вид змій родини полозових (Colubridae). Ендемік Гондурасу.

## Поширення і екологія
Omoadiphas cannula відомі з типової місцевості, розташованої в Національному парку Сьєрра-де-Агальта в горах Сьєрра-де-Агальта в центральній частині Гондурасу, в департаменті Оланчо, на висоті 1250 м над рівнем моря. Вони живуть у вологих гірських тропічних лісах, трапляються на плантаціях.

## Збереження
МСОП класифікує цей вид як такий, що перебуває на межі зникнення. Omoadiphas cannula загрожує знищення природного середовища.